# Schlaraffenland
Schlaraffenland è un film del 1999 diretto da Friedemann Fromm.

## Trama
Laser, Checo, Dannie, Blocker, Lana, Mary e Pia sono un gruppo di giovani che entrano in un centro commerciale dopo l'orario di chiusura per organizzare una festa con sesso, droga e musica.